# HMS Striker (D12)
Авіаносець «Страйкер» (англ. HMS Striker (D12)) - ескортний авіаносець США часів Другої світової війни типу «Боуг» (1 група, тип «Attacker»), переданий ВМС Великої Британії за програмою ленд-лізу.

## Історія створення
Авіаносець «Страйкер» був закладений 15 грудня 1941 року на верфі «Western Pipe and Steel Company» як торгове судно типу C3. Викуплений ВМС США і переобладнаний в авіаносець типу «Боуг» під назвою «USS Prince William (CVE-19)». Спущений на воду 7 травня 1942 року. Переданий ВМС Великої Британії, вступив у стрій під назвою «Страйкер» 23 квітня 1943 року.

## Історія служби
Після вступу у стрій авіаносець «Страйкер» супроводжував гібралтарські конвої та здійснив три протичовнові патрулювання в Північній Атлантиці (12.1943-03.1944, 07.1944).
У 1944 році авіаносець «Страйкер» був включений до складу Флоту метрополії і здійснив 4 походи проти судноплавства поблизу узбережжя Норвегії (04-06.1944).
Надалі «Страйкер» супроводжував арктичні конвої - JW 59/RA 59A (08.1944') та JW 60/RA 60 (09.1944').
Наприкінці 1944 року «Страйкер» пройшов ремонт в Англії, після чого був відправлений в Австралію, де перевозив літаки для потреб британського Тихоокеанського флоту (05-08.1945).   
12 лютого 1946 року авіаносець «Страйкер» був повернутий США, де був виключений зі списків флоту і незабаром проданий на злам.